# Hemings þáttr Áslákssonar
Hemings þáttr Áslákssonar ("Tåtten om Heming Aslakson") er en tått, en kort islændingesaga fra 1200-tallet. Historien foregår i Norge og på Island ca. 1046–1051 og handler om Hemings møde med kong Harald Hårderåde. Sagaen er blevet beskrevet som en "oldnordisk udgave af Tell-legenden iblandet historiske begivenheder fra kong Harald Hårderådes regeringstid".
Teksten er kendt fra Flatøbogen. Et mindre afsnit af fortællingen er også kendt under navnet Tosta þáttr. Varianter af sagnet om Heming er også kendt fra folkevisen Heming og Harald kongjen og fra det danske sagn om Palnatoke.